# Gillet Herstal
Gillet Herstal o, simplement, Gillet, fou un fabricant belga de motocicletes i automòbils amb seu a Herstal que tingué activitat entre 1919 i 1959.

## Història

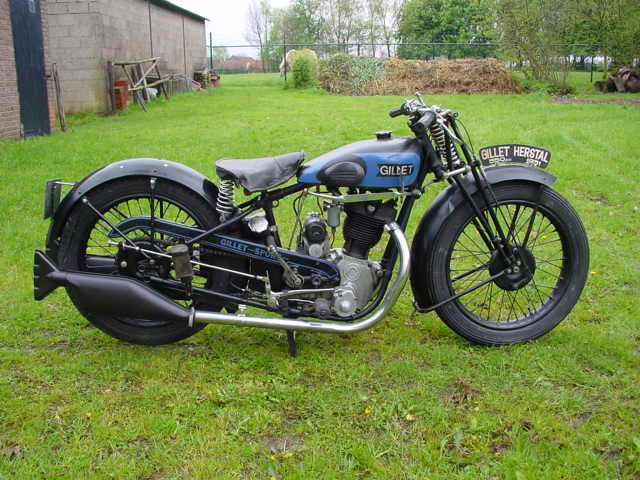
Gillet OHV de 1931

Gillet va començar fabricant motocicletes el 1919. De 1928 a 1929, l'empresa va produir un cotxe de tres rodes equipat amb motor de motocicleta; el 22 de setembre de 1929, a Malle, un d'aquests vehicles aconseguí el rècord de velocitat de la categoria Cyclecar 500 amb una marca de 117,647 km/h. Juntament amb les marques de motocicleta Saroléa i FN Herstal, Gillet formava part d'allò que s'anomenava les "Senyoretes d'Herstal" (Demoiselles de Herstal).
Gillet, com a marca belga que era, inspirà el cèlebre dibuixant Hergé en diverses ocasions. Quan Tintín counduiex una motocicleta, sovint aquesta es pot identificar com a Gillet; a l'àlbum El ceptre d'Ottokar, per exemple, on Tintín persegueix uns espies de Sildàvia conduint una potent motocicleta blava, la moto ha estat identificada com al model de 400 cc de Gillet de 1931. Robert Sexé (1890-1986), un famós periodista belga (començà a exercir-ne a 20 anys), va fer la primera volta al món en moto el 1926 amb una Gillet Herstal. Sovint l'acompanyava en les seves peripècies el mecànic René Milhoux. S'ha dit que Sexé tenia una gran semblança física amb Tintín i que el seu mecànic va inspirar Hergé per al nom de Milú.